# 哈萊基
49°23′2″N 29°52′45″E / 49.38389°N 29.87917°E

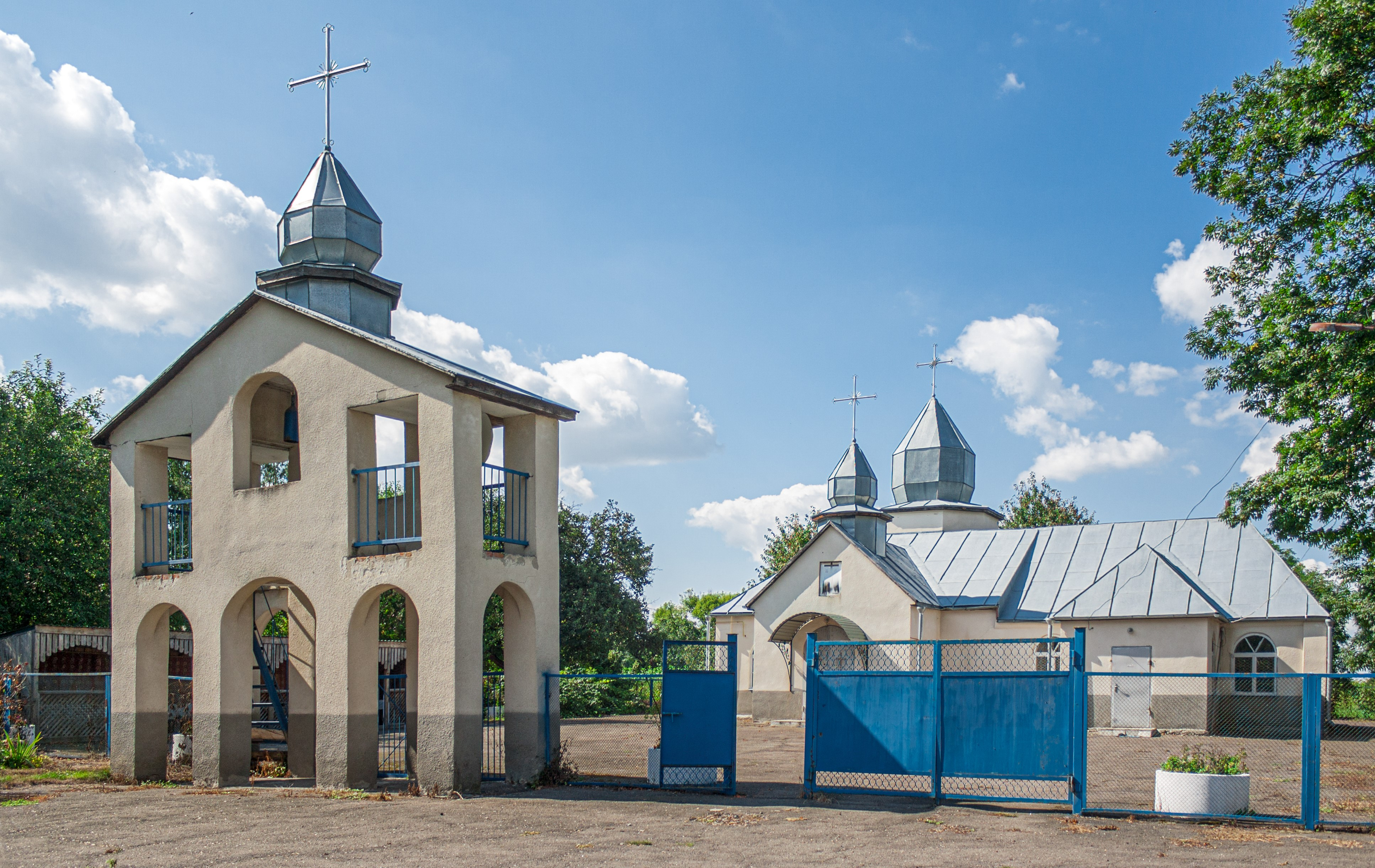
教堂

哈萊基（烏克蘭語：Галайки）是位於烏克蘭北部的村莊，由基辅州白采爾克瓦區的泰蒂伊夫市鎮負責管轄。該村面積3.27平方公里，海拔高度186米，2001年人口609，人口密度每平方公里186.4人。